# 彼得里夫斯凱 (普里盧基區)
50°37′22″N 32°13′56″E / 50.62278°N 32.23222°E
彼得里夫斯凱（烏克蘭語：Петрівське）是位於烏克蘭北部的村莊，由切爾尼戈夫州普里盧基區的蘇霍波洛瓦市鎮負責管轄。該村始建於1600年，面積1.08平方公里，海拔高度123米，2001年人口241，人口密度每平方公里223.4人。